# Khsach Kandal
Khsach Kandal (tiếng Khmer: ស្រុកខ្សាច់កណ្តាល) là một huyện (srok) thuộc tỉnh Kandal, Campuchia. Huyện được chia thành 18 xã (khum) và 93 làng (phum).